# Minato-Brücke
Die Minato-Brücke (jap. 港大橋, Minato Ōhashi) ist eine 983 m lange zweistöckige Fachwerkbrücke im Hafen von Osaka. Die im Juli 1974 eröffnete Brücke ist die Auslegerbrücke mit der drittgrößten Spannweite der Welt.
Die Brücke wird von der Hanshin-Autobahn Nr. 4 Wangan-sen benutzt, wobei das untere Deck erst 1991 in Betrieb genommen wurde. Das Tragwerk besteht aus zwei symmetrischen Kragträgern, die mit einem 196 Meter langen Einhängeträger verbunden sind. Die Spannweite beträgt 510 m und wird nur noch von der Forth Bridge (521 m) und der Québec-Brücke (549 m) übertroffen.
Die Konstruktion einer Auslegerbrücke wurde wegen des schlechten Baugrunds und des besseren Verhaltens bei Erdbeben und Wind im Vergleich zu Hänge- oder Bogenbrücken gewählt. Das von Kawasaki Heavy Industries errichtete Tragwerk sollte möglichst leicht sein, weshalb es aus schweißbarem hochfestem Stahl erstellt, der speziell für die Anwendung gefertigt wurde. Der 4200 Tonnen schwere Einhängeträger wurde auf dem Wasser angeliefert und in nur dreieinhalb Stunden in die Montageposition gehoben.